# Homérské hymny

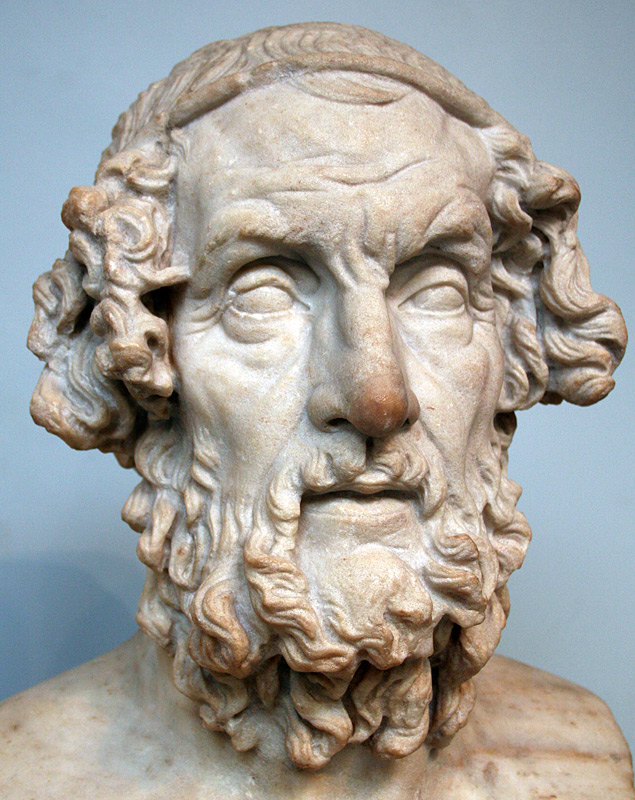
Homér, Britské muzeum, Londýn

Homérské hymny (řecky Ομηρικοί ύμνοι, Omirikí ímni) je sbírka 33 hymnů (oslavných písní na olympské bohy a polobohy) psaných daktylským hexametrem dochovaná pod jménem Homérovým. Hymny však pochází z různých dob (nejstarší ze 7. století př. n. l., nejmladší z doby helénistické ze 3. století př. n. l.) a jsou od různých autorů. Používají sice homérského verše a stylu, ale slovní zásoba je mladší.
Homérské hymny mají rozdílný rozsah (od 3 do 582 veršů) i charakter, některé z nich jsou orfické (nábožensko-mystické). Byly nejspíše určené k přednesu na různých kultovních místech (Délos, Delfy, Eleusis) a přednášeli je rapsódové jako úvod k recitacím z Homéra. Podle rozsahu se homérské hymny rozdělují na dvě části, na tzv. velké (v následujícím přehledu první čtyři) a malé, přičemž ve velkých je silně rozvinut epický prvek.

## Přehled hymnů
1. Hymnus na Apollóna, (546 veršů), pravděpodobně nejstarší a nejspíše ze dvou hymnů složený hymnus,[1] popisující narození Apolónna na Délu a založení veštírny v Delfách.
2. Hymnus na Démétru, (495 veršú), vyprávějící o únosu Persefony a o vzniku eleusinských mysterií.
3. Hymnus na Herma, nejdelší z homérských hymnů (582 veršů), humorně líčící ukradení Apollónových stád právě narozeným bohem a vynalezení lyry.
4. Hymnus na Afroditu, (293 veršú), vyprávějící o lásce bohyně ke smrtelníkovi, k trojskému Anchísovi.
5. Hymnus na Dionýsa, (21 veršů),
6. Hymnus na Afroditu, (21 veršů), druhý z hymnů na tuto bohyni,
7. Hymnus na Dionýsa, (59 veršů), druhý z hymnů na tohoto boha,
8. Hymnus na Area, (17 veršů),
9. Hymnus na Artemidu, (9 veršů),
10. Hymnus na Afroditu, (6 veršů), třetí z hymnů na tuto bohyni,
11. Hymnus na Athénu, (5 veršů),
12. Hymnus na Héru, (5 veršů),
13. Hymnus na Démétru, nejkratší z hymnů (3 verše), druhý z hymnů na tuto bohyni,
14. Hymnus na matku bohů, (6 veršů),
15. Hymnus na Hérakla, (9 veršů),
16. Hymnus na Asklépia, (5 veršů),
17. Hymnus na Dioskúry, (5 veršů),
18. Hymnus na Herma, (12 veršů), druhý z hymnů na tohoto boha,
19. Hymnus na Pana, (49 veršů),
20. Hymnus na Héfaista, (8 veršů),
21. Hymnus na Apollóna, (5 veršů), druhý z hymnů na tohoto boha,
22. Hymnus na Poseidóna, (7 veršů),
23. Hymnus na syna Kronova, (4 verše),
24. Hymnus na Hestii, (5 veršů),
25. Hymnus na Múzy a Apollóna, (7 veršů),
26. Hymnus na Dionýsa, (13 veršů), druhý z hmynů na tohoto boha,
27. Hymnus na Artemidu, (22 veršů), druhý z hymnů na tuto bohyni,
28. Hymnus na Athénu, (18 veršů), druhý z hymnů na tuto bohyni,
29. Hymnus na Hestii, (13 veršů), druhý z hymnů na tuto bohyni,
30. Hymnus na Matku Země, (19 veršů),
31. Hymnus na Hélia, (20 veršů),
32. Hymnus na Selénu, (20 veršů),
33. Hymnus na Dioskúry, (19 veršů), druhý z hymnů věnovaný těmto hrdinům.

## Česká vydání
- Homérovy hymny, epigramy a batrachomyomachie, čili, Chvalozpěvy, nápisy a žab a myší vojna, nákladem Karla Janského, Tábor 1881, šestiměrem epickým na český jazyk převedl Hynek Jaroslav Mejsnar,
- Homérské hymny, Válka žab a myší, SNKLHU, Praha 1959, přeložil Otakar Smrčka.